# アビヤン県
アビヤン県 (アビヤンけん、アラビア語: أبين Abyan) はイエメンの県。イエメン南西部に位置する。県都はジンジバール。人口513,701人（2012年）、面積21,939km2。

## 隣接する県
- ラヒジュ県
- バイダー県
- シャブワ県

## 下位行政区画
アビヤン県は以下の11の地区に分かれる。
- Ahwar District
- Al Mahfad District
- Al Wade'a District
- Jayshan District
- Khanfir District
- Lawdar District
- Mudiyah District
- Rasad District
- Sarar District
- Sibah District
- Zinjibar District